# Phengaris dohertyi
Phengaris dohertyi är en fjärilsart som beskrevs av Arthur Francis Hemming. Phengaris dohertyi ingår i släktet Phengaris och familjen juvelvingar. Inga underarter finns listade i Catalogue of Life.